# Фред Нийл
Фред Нийл (на английски: Fred Neil) е американски фолк певец и автор на песни.
Той е роден на 16 март 1936 година в Кливланд, но израства във Флорида.
От края на 1950-те години започва да пише песни, някои от които са изпълнявани от известни музиканти, като Бъди Холи и Рой Орбисън. От средата на 1960-те години издава собствени записи, които са високо оценени във фолк средите, въпреки че не постигат голям търговски успех. През 1975 година се отказва от музикалната си дейност и до края на живота си се занимава с опазване на делфините.
Фред Нийл умира на 7 юли 2001 година в Сейнт Питърсбърг, Флорида.